# Vogelsberg
Ne doit pas être confondu avec Vogelberg.
Le Vogelsberg est un ensemble de montagnes de faibles altitudes situé au centre de l'Allemagne, au milieu du Land de Hesse. Elles sont le fruit de l'activité d'un ancien volcan et qui sont séparées depuis le massif de la Rhön, par la Fulda et sa vallée.
Atteignant 19 millions d'années, le Vogelsberg, le seul volcan bouclier d'Allemagne, est aussi la formation basalte la plus large de l'Europe centrale, faite d'une multitude de couches qui, s'étant écoulées les unes sur les autres, tombe vers le bas depuis le pic jusqu'à sa base.
Les principaux sommets du Vogelsberg sont Taufstein, 773 m, et Hoherodskopf, 763 m, maintenant tous les deux aménagés en un parc naturel, le Naturpark Hoher Vogelsberg.
Le nom Vogelsberg vient de l'Allemand qui signifie « montagnes des oiseaux ».
Depuis ces dernières années, on a constaté un retour du lynx d'Eurasie à Vogelsberg.

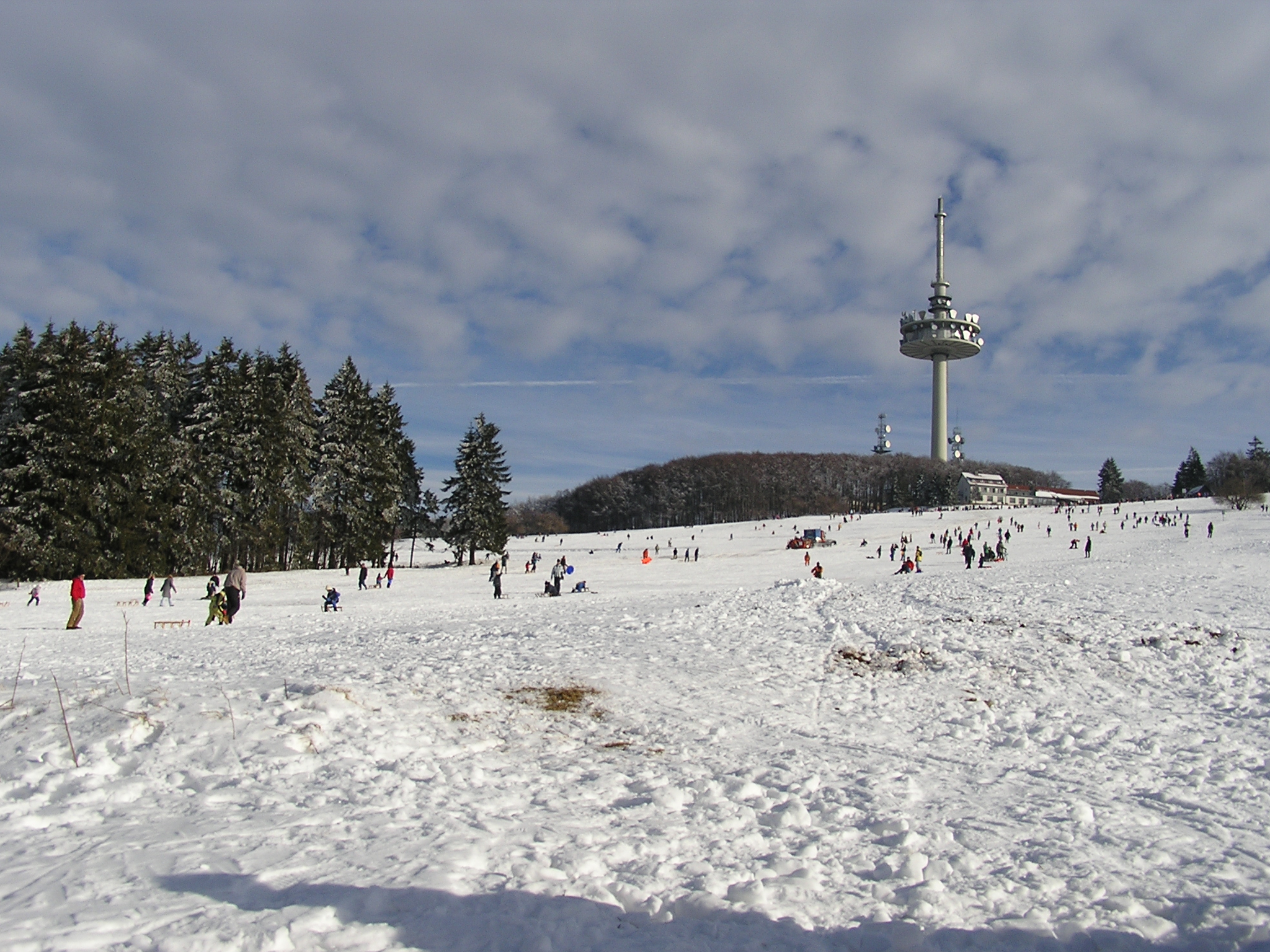
Hoherodskopf.
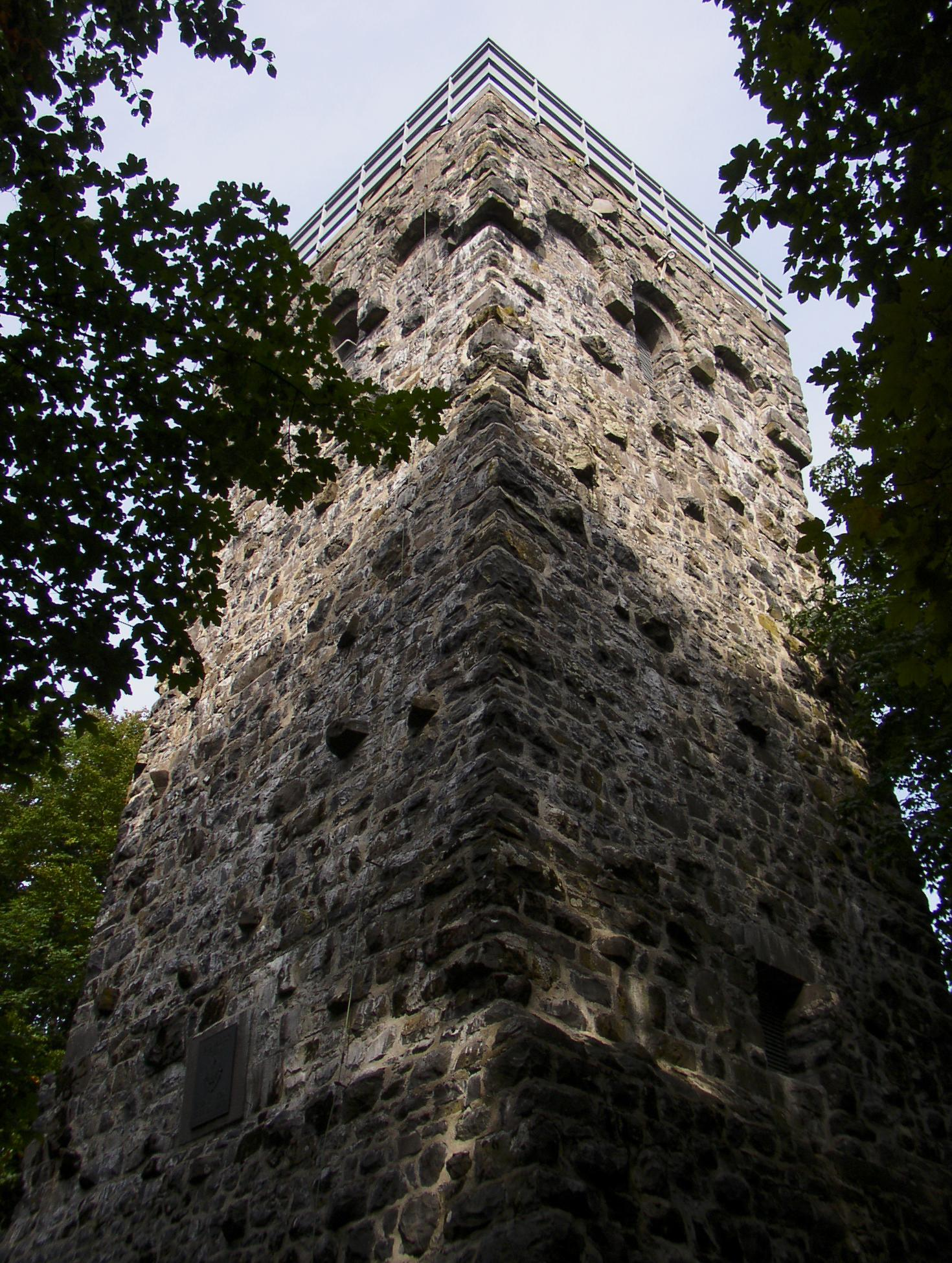
Tour Bismarck sur le Taufstein.